# Gillemot László
Gillemot László (családnevének ejtése [ʒilmo], kb. [zsilmó]) (Budapest, 1912. október 7. – Budapest, 1977. augusztus 20.) kétszeres Kossuth-díjas gépészmérnök, anyagtudós, a Magyar Tudományos Akadémia rendes tagja. Főbb kutatásai a fémek anyagvizsgálatára, fém-előállítási, ötvözetgyártási és képlékeny alakítási technológiák továbbfejlesztésére, valamint a hegesztési eljárások alkalmazási körének kiszélesítésére irányultak. Nevéhez fűződik a korszerű magyarországi fémipari és kohászati alapkutatások elindítása, intézményi és szakképzési hátterének megszervezése. Három évtizeden át (1944–1977) volt a Budapesti Műszaki Egyetem mechanikai technológiai tanszékének vezetője, 1948–1969 között alapító igazgatóként irányította a Fémipari Kutatóintézet munkáját.
Gillemot György Lajos (1813–1892) virágkertész unokája, Gillemot Ferenc (1875–1916) labdarúgó, sportújságíró fia.

## Életútja
A fővárosban végezte gimnáziumi tanulmányait. 1930–1935 között a budapesti József Nádor Műszaki és Gazdaságtudományi Egyetem diákja volt, de rendkívüli hallgatói státussal négy féléven keresztül matematikai, fizikai és filozófiai előadásokat is látogatott a Pázmány Péter Tudományegyetemen. 1935-ben szerezte meg gépészmérnöki oklevelét a műegyetemen, majd három hónapig mérnöki beosztásban a Standard Villamossági Rt. alkalmazásában állt. Még ugyanabban az évben, 1935-ben a budapesti műegyetem mechanikai technológiai tanszékén kapott tanársegédi állást. 1940-ben adjunktussá lépett elő, 1941-ben megvédte műszaki doktori disszertációját, 1944-ben pedig megbízást kapott a tanszék ideiglenes vezetésére. Tanszékvezetői posztján 1947-ben véglegesítették nyilvános rendkívüli tanári címmel, 1949-től haláláig pedig nyilvános rendes egyetemi tanári címmel irányította a tanszéki oktatómunkát. 1970-ben a mechanikai technológiai és a villamosipari anyagtechnológiai tanszékek szervezeti összevonásával jött létre a Mechanikai Technológiai és Anyagszerkezet-tani Intézet, amelynek haláláig első igazgatója volt. Tanszéki kötelezettségei mellett 1954–1957 között a műegyetem rektori, 1965 és 1967 között tudományos rektorhelyettesi feladatait is ellátta.
Egyetemi oktatói munkájával párhuzamosan több egyéb szakmai megbízást is vállalt. 1946–1949 között közreműködött a Tudományos-Műszaki Tanács munkájában, 1947–1949 között a Nehézipari Központ műszaki fejlesztési osztályát vezette. 1948-tól a kezdeményezésére és szervezőmunkájának köszönhetően létrejött Vas- és Fémipari Kutatóintézet alapító igazgatója volt. Az intézet 1951-es szétválása után is tovább irányította az itt folyó kutatómunkát: 1952-ig a Vasipari Kutatóintézet, 1969-ig pedig a Fémipari Kutatóintézet igazgatói tisztségét töltötte be. 1954–1957 között a Mérnöktovábbképző Intézet elnökeként tevékenykedett. 1970–1977 között az Országos Műszaki Fejlesztési Bizottság műszaki kutatásokat koordináló tanácsának ügyvezető alelnöke volt. Közéleti szerepet is vállalt, tagja volt a Fővárosi Tanácsnak és az Országos Béketanácsnak, elnökségi tagja a Hazafias Népfront nagy-budapesti bizottságának.

## Munkássága
Tudományos kutatómunkájában egyesítette az anyagtudományi, gépészeti és kohászati megközelítéseket, a korszerű fémipari és kohászati alapkutatások magyarországi elindítója volt. Különösen jelentősek az acél- és alumíniumtechnológiákhoz kapcsolódó anyagvizsgálatai. Számottevő eredményeket ért el az alumíniumgyártásból visszamaradó vörösiszap hasznosítása (vanádium és titán kinyerése, fémtitán-előállítás reakciókinetikája), a ferrotitános és az alumíniumötvözés, valamint a csapágyfémek anyagvizsgálata terén. Újító szemléletű kutatásai fűződnek a fémek törésvizsgálatához és az anyagfáradáshoz, a hőkezelés és a hegesztések röntgenes tanulmányozásához, a roncsolásmentes anyagvizsgálati módszerek fejlesztéséhez. Technológiai eljárásokat dolgozott ki a nagy méretű acélszerkezetek hegesztéses kötésekkel való összeállításához, a képlékeny alakítás terén pedig a gömbgrafitos öntöttvas kovácsolhatóságát vizsgálta, s az acél alakítására és porkohászati műveletekre egyaránt alkalmazható, nagy sebességű ütőműveket dolgozott ki. Akadémiai székfoglalói A gömbszemcsés grafit kristályosodása (1950) és A fémek tulajdonságainak jellemzése a fajlagos alakváltozás munkájával (1966) címen hangoztak el.
A második világháborút követően szakértőként közreműködött a főváros elpusztult hegesztett Duna-hídjainak újjáépítésében, ő irányította az anyagvizsgálatokat a Kossuth híd, a vásárosnaményi Tisza-híd és több erőmű építésekor. Összesen tizenkilenc szabadalmát jegyezték be, köztük a szakítószilárdság pontos mérésére alkalmas szakítógépet, a csapágybronzot helyettesítő, nagy szilárdságú alumíniumötvözetet, valamint a hatékonyabb kétpálcás hegesztési eljárást. Pályája utolsó szakaszában az ipar és a tudomány szolgálatába állított műszaki kutatás elvi-módszertani kérdései is foglalkoztatták.
Szakkönyvei mellett mintegy 250 tanulmánya jelent meg hazai és külföldi szaklapokban. Számos fontos tankönyv, egyetemi jegyzet szerzője vagy társszerzője volt, Anyagszerkezettan és anyagvizsgálat című tankönyve 1996-ban a hetedik kiadást érte meg. Szerkesztőbizottsági tagja volt az Acta Technica című akadémiai folyóiratnak.

## Társasági tagságai és elismerései
1949-ben a Magyar Tudományos Akadémia levelező, 1965-ben rendes tagjává választották. Elnökként irányította az Akadémia kohászati főbizottságát, gépészeti bizottságát, gépészeti-kohászati szakcsoportját, a Gépipari Tudományos Egyesület anyagvizsgáló szakosztályát, s közreműködött a Tudományos és Felsőoktatási Tanács munkájában. Mindezek mellett tagja volt a Magyar Anyagvizsgálók Egyesületének, a Magyar Mérnök- és Építészegyesületnek, valamint az Országos Magyar Bányászati és Kohászati Egyesületnek. 1969-től a Jugoszláv Tudományos és Művészeti Akadémia levelező tagja, 1971-től a Nemzetközi Hegesztési Intézet (IIW) alelnöke volt.
Tudományos munkássága elismeréseként két ízben tüntették ki Kossuth-díjjal. 1949-ben szabadalmaiért és egyetemi tankönyveiért vehette át a díj arany fokozatát, 1957-ben pedig a hazai nyersanyagokon alapuló titángyártási technológia kidolgozásáért és kísérleti megvalósításáért ítélték neki a Kossuth-díj második fokozatát. 1958-ban Pattantyús-Ábrahám Géza-díjjal, 1975-ben Bánki Donát-emlékéremmel tüntették ki (mindkettő a Gépipari Tudományos Egyesület díja). 1976-ban megkapta a francia Kutatási és Feltalálási Érdemrendet (ordre du Mérite pour la recherche et l’invention). Emellett birtokosa volt a Magyar Népköztársasági Érdemérem ezüst fokozatának (1950 körül) és a Munka Érdemrend arany fokozatának (1972).

## Főbb művei
- A hegesztés röntgenvizsgálata. Budapest: Magyar Anyagvizsgálók Egyesülete. 1941.
- Műszaki röntgenvizsgálat. Budapest: (kiadó nélkül). 1942.
- Fémek technológiája I: Fémek alakítása hőhatással. Budapest: (kiadó nélkül). 1947.
- Anyagvizsgálat. Budapest: (kiadó nélkül). 1949.
- A gyártástechnológia új irányai. Budapest: (kiadó nélkül). 1949.
- Porkohászat és precíziós öntés. Budapest: (kiadó nélkül). 1951.
- Metallográfia és anyagvizsgálat. Budapest: Tankönyvkiadó. 1952.
- Vas- és fémipari anyagismeret. Budapest: Népszava. 1952.   (Kerpely Kálmánnal)
- A gyorshegesztő eljárások. Budapest: Felsőoktatási Jegyzetellátó. 1954.
- A színesfémek a gépgyártás fontos anyagai. Budapest: Művelt Nép. 1954.
- Szerkezeti anyagok technológiája I–II. Budapest: Tankönyvkiadó. 1954–1960.
- Hegesztés. Budapest: Budapesti Műszaki Egyetem. 1959.
- Mechanikai technológia I–II. Budapest: Terra. 1960.
- Anyagszerkezettan és anyagvizsgálat I–III. Budapest: Tankönyvkiadó. 1965–1966.
- Fémek képlékeny alakítása. Budapest: Tankönyvkiadó. 1968.   (Ziaja Györggyel)

## További források
- Lévai András:  Gillemot László.  Magyar Tudomány,  1. sz. (1978)
- Mérföldkövek a magyar technika történetében – Gillemot László (a Magyar Televízió portréfilmje)